# Croce di guerra cecoslovacca del 1939
La Croce di guerra cecoslovacca del 1939 (in lingua céca: Československý válečný kříž 1939; in lingua slovacca: Česko-slovenský vojnový kríž 1939) è stata una medaglia militare creata per onorare coloro che avevano reso dei grandi servigi alla Cecoslovacchia durante la seconda guerra mondiale.

## Genesi
Il 20 dicembre 1940 il Governo cecoslovacco in esilio a Londra decise di creare la seconda Croce di guerra, non solo per rendere omaggio ai militari ma anche per ringraziare coloro che avessero reso grandi servigi allo Stato durante tutta la seconda guerra mondiale.. Essa fu anche estesa a coloro che permisero la liberazione dal giogo nazista come George Patton, e fu anche assegnata a Josef Valčik, Jozef Gabčík, Jan Kubiš, che parteciparono all'attentato contro Reinhard Heydrich.
Coloro che erano già stati decorati con la Croce di guerra cecoslovacca nel 1943 avevano il diritto di portarle entrambe.
Alla fine della guerra, la Croce di guerra fu confermata nel gennaio 1946.
Essa divenne obsoleta con la dissoluzione dello stato cecoslovacco nel 1992.

## Descrizione
Il suo nastro è una somma di raggi tricolori (rosso, bianco e blu) e la medaglia vera e propria è in bronzo, composta da una croce e da due spade che s'incrociano al centro della stessa. Il recto porta nel suo centro lo scudo della Cecoslovacchia, il verso quelli delle cinque regioni che ne costituiscono lo stato: la Boemia al centro, la Slovacchia in alto, la Moravia sulla sinistra, la Slesia a destra e, in basso, la Rutenia subcarpatica.